# Bopolu
Bopolu è un centro abitato della Liberia, situato nella Contea di Gbarpolu, della quale è il capoluogo.